# Nymphidium blakei
Nymphidium blakei är en fjärilsart som beskrevs av Archibald C. Weeks 1906. Nymphidium blakei ingår i släktet Nymphidium och familjen Riodinidae. Inga underarter finns listade i Catalogue of Life.